# غلدور
غلدور هي قرية في مقاطعة خوي، إيران. يقدر عدد سكانها بـ 360 نسمة بحسب إحصاء 2016.